# Eddie Gott
Edward „Eddie“ Gott (* 4. Mai 1876 in Lothersdale; † 20. Februar 1949 in Cowling) war ein englischer Fußballspieler.

## Karriere
Torhüter Gott kam im Oktober 1904 vom Amateurklub Rawdon FC zum Zweitdivisionär Bradford City. Während er bis Oktober 1905 auf sein Pflichtspieldebüt in der ersten Mannschaft warten musste, gewann er mit der Reservemannschaft 1904/05 die West Yorkshire League und den West Yorkshire Cup (der Pokalerfolg wurde 1906 wiederholt), zudem wurde er im Januar 1905 in eine Auswahl der Bradford & District FA anlässlich eines Spiels gegen die Halifax FA berufen, konnte an der Partie aber nicht mitwirken.
Gott löste Ende Oktober 1905 erstmals den erkrankten Jimmy Garvey ab und debütierte bei einem 2:1-Erfolg über den FC Blackpool, bei dem er sich als „tadellos erwies“. Nach einer 0:1-Auswärtsniederlage im folgenden Spiel bei Grimsby Town entschied sich Trainer Peter O’Rourke, in der nächsten Partie Mittelstürmer Jimmy Logan im Tor auszuprobieren. Zudem verpflichtete der Verein mit Teddy Daw und dem Schotten James Scott zwei weitere Torhüter. In der Presse wurde derweil über Gotts Leistung notiert: „obwohl er sehr gut abschnitt [...] mangelt es ihm an Erfahrung. Die Arbeit, die er gegen Blackpool und Grimsby verrichten musste, war vergleichsweise gering und obwohl er an Selbstvertrauen gewonnen haben muss, kann man nicht sein gesamtes Vertrauen in seine Fähigkeiten setzen.“
Nach zwei schwachen Auftritten von Scott kam Gott, der bei den Anhängern als Lokalmatador die größten Sympathien genoss, Anfang Dezember erneut zum Zug. Trotz eines 2:2-Unentschiedens gegen Lincoln City und einem anschließenden 4:0-Erfolg im FA Cup gegen den FC Darlington wurde in den folgenden Monaten aber auf Daw gesetzt. Erst gegen Ende der Saison verdrängte er diesen wieder aus der Mannschaft und kam im April 1906 nochmals zu vier Einsätzen, die aber allesamt verloren gingen. Für den letzten Spieltag verpflichtete Bradford die Ausnahmeerscheinung William „Fatty“ Foulkes als Torhüter. In der folgenden Saison fand sich Gott wieder ausnahmslos im Reserveteam.
Zur Saison 1907/08 wechselte Gott zu Guiseley Celtic, mit dem Klub traf er unter anderem im Halbfinale um den West Yorkshire Cup auf seine alten Mannschaftskameraden von Bradford Citys Reserveteam. Im Sommer 1908 schloss er sich Castleford Town an, für den Klub spielte Gott bis 1910 je eine Saison in der West Yorkshire League und der Midland League.
Gott wohnte seit seinem vierten Lebensjahr in Cowling und war beruflich, wie sein Vater und sein Bruder, als Bauunternehmer tätig. Zudem bewirtschaftete er 40 Jahre lang einen Bauernhof. Gott war überzeugter Methodist und 14 Jahre lang Lehrer einer Sonntagsschule. Er führte zudem ein Tagebuch von 1898 bis Mitte der 1940er Jahre, in dem er detailliert lokale Ereignisse notierte. Gott starb 72-jährig in seinem langjährigen Wohnort und hinterließ seine Ehefrau und zwei Söhne.